# Chatham Island (Western Australia)
Chatham Island ist eine unbewohnte Insel, die rund 1200 Meter vor der Südküste von Western Australia nahe dem D’Entrecasteaux-Nationalpark liegt. Die knapp einen Quadratkilometer große Insel gehört zum South Ward des Manjimup Shire in der Great Southern Region von Western Australia. Der nächste Ort auf dem Festland ist Walpole.
Sie wurde 1791 von George Vancouver an Bord der HMS Discovery entdeckt, der ihr zunächst den Namen Cape Chatham gab. Später wurde die Insel in Chatham Island umbenannt.